# Carlos Romero Serrano
Carlos Romero Serrano (Torrente, España, 29 de octubre de 2001) es un futbolista español que juega como defensa en el R. C. D. Espanyol de la Primera División de España.

## Trayectoria
Nacido en Valencia, sus primeros pasos en el fútbol llegaron de la mano del C. F. Torre Levante, club con el que llegó a debutar con el primer equipo. El 24 de mayo de 2019 firmó por el Villarreal C. F. para jugar en su equipo juvenil, ascendiendo definitivamente al equipo C en octubre de 2020, donde se convertiría en un habitual titular e importante jugador del equipo.
Ascendió al primer filial del club para la temporada 2022-23 en la Segunda División, debutando el 29 de agosto de 2022 al partir como suplente en los minutos finales de una derrota por 3-0 frente al Granada C. F.
El 17 de septiembre de 2023 hizo su debut con el primer equipo groguet jugando de titular en un partido de la Primera División frente a la U. D. Almería que ganaron por 2-1. Esa campaña la compaginó con el filial y en julio de 2024 fue prestado al R. C. D. Espanyol. Con ellos marcó dos goles, en los 34 partidos que jugó en la Primera División, y al finalizar la temporada ambos clubes acordaron extender la cesión un segundo año.

## Estadísticas

### Clubes
Actualizado al último partido disputado el 24 de mayo de 2025.
| Club                          | Div.          | Temporada     | Liga  | Liga  | Copas nacionales | Copas nacionales | Copas internacionales | Copas internacionales | Total | Total |
| Club                          | Div.          | Temporada     | Part. | Goles | Part.            | Goles            | Part.                 | Goles                 | Part. | Goles |
| ----------------------------- | ------------- | ------------- | ----- | ----- | ---------------- | ---------------- | --------------------- | --------------------- | ----- | ----- |
| C. F. Torre Levante · España  | 3.ª           | 2018-19       | 1     | 0     | —                | —                | —                     | —                     | 1     | 0     |
| C. F. Torre Levante · España  | Total club    | Total club    | 1     | 0     | 0                | 0                | 0                     | 0                     | 1     | 0     |
| Villarreal C. F. "C" · España | 3.ª           | 2019-20       | 8     | 0     | —                | —                | —                     | —                     | 8     | 0     |
| Villarreal C. F. "C" · España | 3.ª           | 2020-21       | 17    | 0     | —                | —                | —                     | —                     | 17    | 0     |
| Villarreal C. F. "C" · España | 3.ª F         | 2021-22       | 35    | 0     | —                | —                | —                     | —                     | 35    | 0     |
| Villarreal C. F. "C" · España | Total club    | Total club    | 60    | 0     | 0                | 0                | 0                     | 0                     | 60    | 0     |
| Villarreal C. F. "B" · España | 2.ª           | 2022-23       | 24    | 0     | —                | —                | —                     | —                     | 24    | 0     |
| Villarreal C. F. "B" · España | 2.ª           | 2023-24       | 22    | 0     | —                | —                | —                     | —                     | 22    | 0     |
| Villarreal C. F. "B" · España | Total club    | Total club    | 46    | 0     | 0                | 0                | 0                     | 0                     | 46    | 0     |
| Villarreal C. F. · España     | 1.ª           | 2023-24       | 7     | 0     | 1                | 0                | 0                     | 0                     | 8     | 0     |
| Villarreal C. F. · España     | Total club    | Total club    | 7     | 0     | 1                | 0                | 0                     | 0                     | 8     | 0     |
| R. C. D. Espanyol · España    | 1.ª           | 2024-25       | 34    | 2     | 1                | 0                | —                     | —                     | 35    | 2     |
| R. C. D. Espanyol · España    | 1.ª           | 2025-26       | 0     | 0     | 0                | 0                | —                     | —                     | 0     | 0     |
| R. C. D. Espanyol · España    | Total club    | Total club    | 34    | 2     | 1                | 0                | 0                     | 0                     | 35    | 2     |
| Total carrera                 | Total carrera | Total carrera | 148   | 2     | 2                | 0                | 0                     | 0                     | 150   | 2     |